# Aleucanitis stuebeli
Aleucanitis stuebeli är en fjärilsart som beskrevs av Calberla 1891. Aleucanitis stuebeli ingår i släktet Aleucanitis och familjen nattflyn. Inga underarter finns listade i Catalogue of Life.